# Резерфурд (лунный кратер)
Кратер Резерфурд (лат. Rutherfurd), не путать с кратером Резерфорд (лат. Rutherford), — крупный молодой ударный кратер в южном полушарии видимой стороны Луны. Название присвоено в честь американского астронома Льюиса Морриса Резерфорда (1816—1892) и утверждено Международным астрономическим союзом в 1935 г. Образование кратера относится к коперниковскому периоду.

## Описание кратера

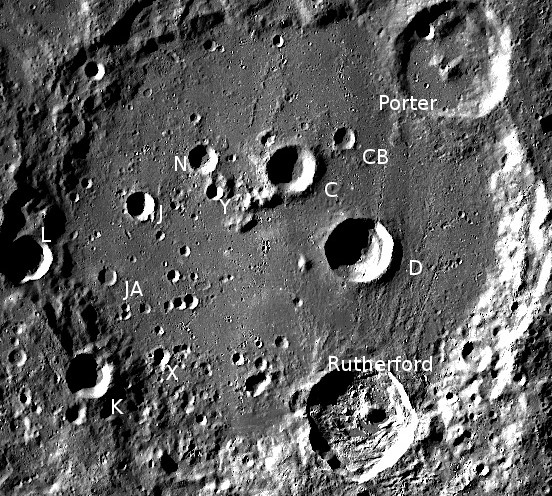
Окрестности кратера Резерфурд. Снимок зонда Lunar Reconnaissance Orbiter. Латинскими буквами обозначены сателлиты кратера Клавий.

Кратер Резерфурд находится в юго-восточной части внутреннего склона кратера Клавий. Другими ближайшими соседями кратера являются кратер Портер на севере; кратер Цизат на юге-юго-востоке; кратер Грюмбергер на юге и кратер Бланкан на западе-юго-западе. Селенографические координаты центра кратера 61°09′ ю. ш. 12°15′ з. д. / 61,15° ю. ш. 12,25° з. д., диаметр 50 км, глубина 3120 м.
Кратер Резерфурд имеет полигональную форму, несколько вытянут в направлении север-юг и практически не разрушен. Вал с четко очерченной острой кромкой, от северной части вала отходит несколько радиальных хребтов на поверхности чаши кратера Клавий. Внутренний склон вала неравномерный по ширине, террасовидной структуры. Высота вала над окружающей местностью достигает 1110 м, объем кратера составляет приблизительно 1800 км³. Дно чаши пересеченное, с обилием отдельно стоящих холмов. Округлый вытянутый центральный пик несколько смещен к северо-востоку от центра чаши. Расположение выброшенных при формировании кратера пород, форма кратера и смещение центрального пика свидетельствуют об образовании кратера в результате импакта под небольшим углом с юго-восточного направления.
Кратер Резерфурд включен в список кратеров с яркой системой лучей Ассоциации лунной и планетарной астрономии (ALPO), а также обладает яркой отражательной способностью в радарном диапазоне 70 см, что объясняется небольшим возрастом кратеров и наличием многих неровных поверхностей и обломков пород.

## Сателлитные кратеры

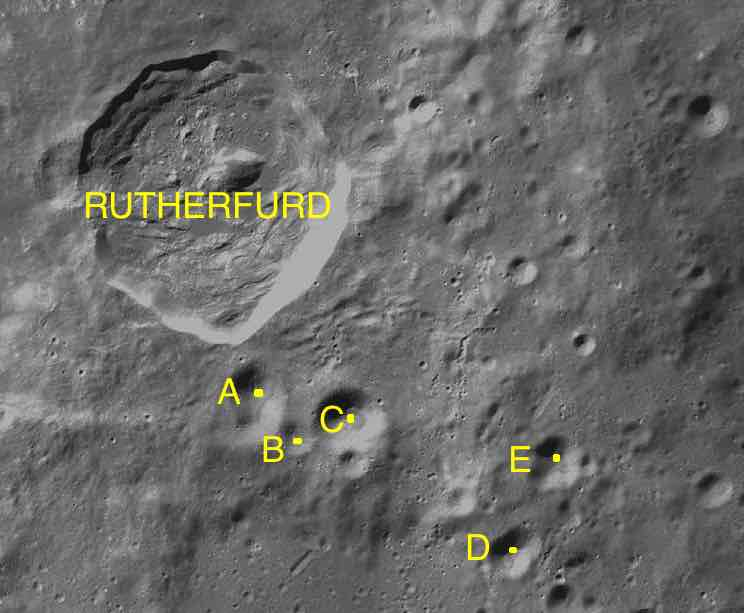
Фрагмент карты LAC-126.

| Резерфурд | Координаты                                            | Диаметр, км |
| --------- | ----------------------------------------------------- | ----------- |
| A         | 62°19′ ю. ш. 11°59′ з. д. / 62,31° ю. ш. 11,99° з. д. | 10,5        |
| B         | 62°34′ ю. ш. 11°35′ з. д. / 62,57° ю. ш. 11,58° з. д. | 6,3         |
| C         | 62°32′ ю. ш. 10°54′ з. д. / 62,54° ю. ш. 10,9° з. д.  | 13,3        |
| D         | 63°19′ ю. ш. 8°58′ з. д. / 63,32° ю. ш. 8,96° з. д.   | 9,0         |
| E         | 62°50′ ю. ш. 8°23′ з. д. / 62,83° ю. ш. 8,38° з. д.   | 8,8         |

## См.также
- Список кратеров на Луне
- Лунный кратер
- Морфологический каталог кратеров Луны
- Планетная номенклатура
- Селенография
- Минералогия Луны
- Геология Луны
- Поздняя тяжёлая бомбардировка